# 戸主制
戸主制は、大韓民国において、家族関係を戸主とその家族で構成された家を基準として整理していた、2007年12月31日以前の民法の家制度または戸籍制度。これは戸主を中心に戸籍に家族集団を構成し、これを父から息子に続く男系血統を通し代々永続させる制度であった。
戸主制は憲法裁判所の憲法不合致決定と2005年3月の民法改正に従い、2008年1月1日に廃止された。
2008年以降個人の家族関係は家族関係登録法が施行され、家でない個人を基準として家族関係登録簿に作成されている。

## 歴史
朝鮮総督府は朝鮮民事令を改正し、1923年7月1日に民籍法を廃止して日本式戸籍制度を施行したが、これを通し日本の家制度が韓国に移植された。以降家制度を含む日本民法（1947年12月31日以前のもの）は1960年の大韓民国民法施行前まで韓国にて依用された。
しかし、第二次世界大戦終戦後、日本は家父長的な家制度が両性平等に基づく新しい憲法に合致しないとし、1948年1月1日に民法から該当規定を全て削除した。反面、大韓民国政府は1954年に、従前の日本民法の家制度とほぼ同じ戸主制規定を含む民法案を国会に提出した。これに対し、婚姻の男女同権を憲法的婚姻秩序の基礎と宣言した当時の憲法に合致しないため削除すべきだという意見があったが、家父長制に慣れた多数の意見に押され貫徹されなかった。
以降1975年、1986年、1988年に戸主制廃止を内容とした民法改正案が国会に提出されたが、廃棄された。2000年から戸主制廃止を女性界市民団体の最も重要な問題から社会全体の重要な問題になり、2001年には法院を通し憲法裁判所に戸主制関連の違憲法律審判が何件か提出された。
2002年12月大統領選挙において、戸主制廃止を公約として掲げた盧武鉉候補が当選したのに伴い、戸主制廃止に拍車がかかった。廬武鉉政府は2003年と2004年に戸主制廃止法案を国会に提出した。国会は2005年2月に戸主制廃止法案を票決に付そうと与野党が協議し、このとき憲法裁判所は「婚姻と家族生活は個人の尊厳と両性の平等を基礎として成立・維持されなければならない」と規定した憲法に違反すると決定（2005. 2. 3. 2001헌가9.10.11.12.13.14.15, 2004헌가5(병합) 전원재판부）した。
韓国国会は、2005年3月2日に戸主制廃止を内容とした民法改正案を通過させ、この法案は3月31日に公布され3年の準備期間を経たのち2008年1月1日から施行された。